# Focke-Wulf Ta 153
El Focke-Wulf Ta 153 (GH+KV) fue un prototipo de caza alemán construido durante la Segunda Guerra Mundial. Fue desarrollado a partir del Focke-Wulf 190D.Fue construido únicamente como prototipo de desarrollo, propulsado por un motor Daimler-Benz DB 603 y equipado con un ala completamente nueva de gran alargamiento y envergadura aumentada, junto con la minuciosa modificación de la estructura del fuselaje, las superficies de cola y los sistemas de a bordo. Fue abandonado porque su introducción hubiese acarreado problemas de producción a las factorías que montaban los FW 190.

## Especificaciones (Ta 153)

### Características generales
- Tripulación: 1 piloto
- Longitud: 10,40 m
- Envergadura: 11,00 m
- Altura: 3,40 m
- Superficie alar: 18,2 m²
- Peso en vacío: 3.600 kg
- Peso máximo: 4.400 kg
- Peso máximo al despegue: 5100 kg
- Planta motriz: 1 Daimler-Benz DB 603

### Rendimiento
- Velocidad máxima: 680 km/h
- Radio de acción: 1.400 km
- Techo de vuelo: 11.000 m
- Carga alar: 242 kg/m²
- Relación potencia/peso: 0,30 kW/kg

### Armamento
- 1 cañón MK 108 de 30 mm con 90 proyectiles
- 2 ametralladoras MG 151 de 20 mm con 175 proyectiles cada uno

- Datos: Q5463886